# Shadows of Love
Albums de Nicolette Larson
Rose of My Heart
(1986) Sleep, Baby, Sleep
(1994)
Shadows of Love est le septième album studio de Nicolette Larson, sorti en 1988 uniquement en Italie.

## Liste des pistes
| 1. | Love's Light         | Nicolette Larson, V. Bianchi, G. Bianchi | 5:12 |
| 2. | Stay With Me Tonight | Bob Heatlie                              | 3:47 |
| 3. | Work on It           | Lauren Wood                              | 4:01 |
| 4. | Let Me Be the One    | Larson, Mauro Paoluzzi                   | 5:11 |

| 1. | Love Hurts                  | Felice et Boudleaux Bryant   | 3:46 |
| 2. | Rebel in the Rain           | Paoluzzi, Timothy Touchton   | 5:13 |
| 3. | Where Did I Get These Tears | Wood                         | 3:48 |
| 4. | Shadows of Love             | Andrew Gold, Graham Gouldman | 4:21 |